# Várzea Nova
Várzea Nova est une municipalité brésilienne de l'État de Bahia et la microrégion de Jacobina.